# Durchgangslager Westerbork

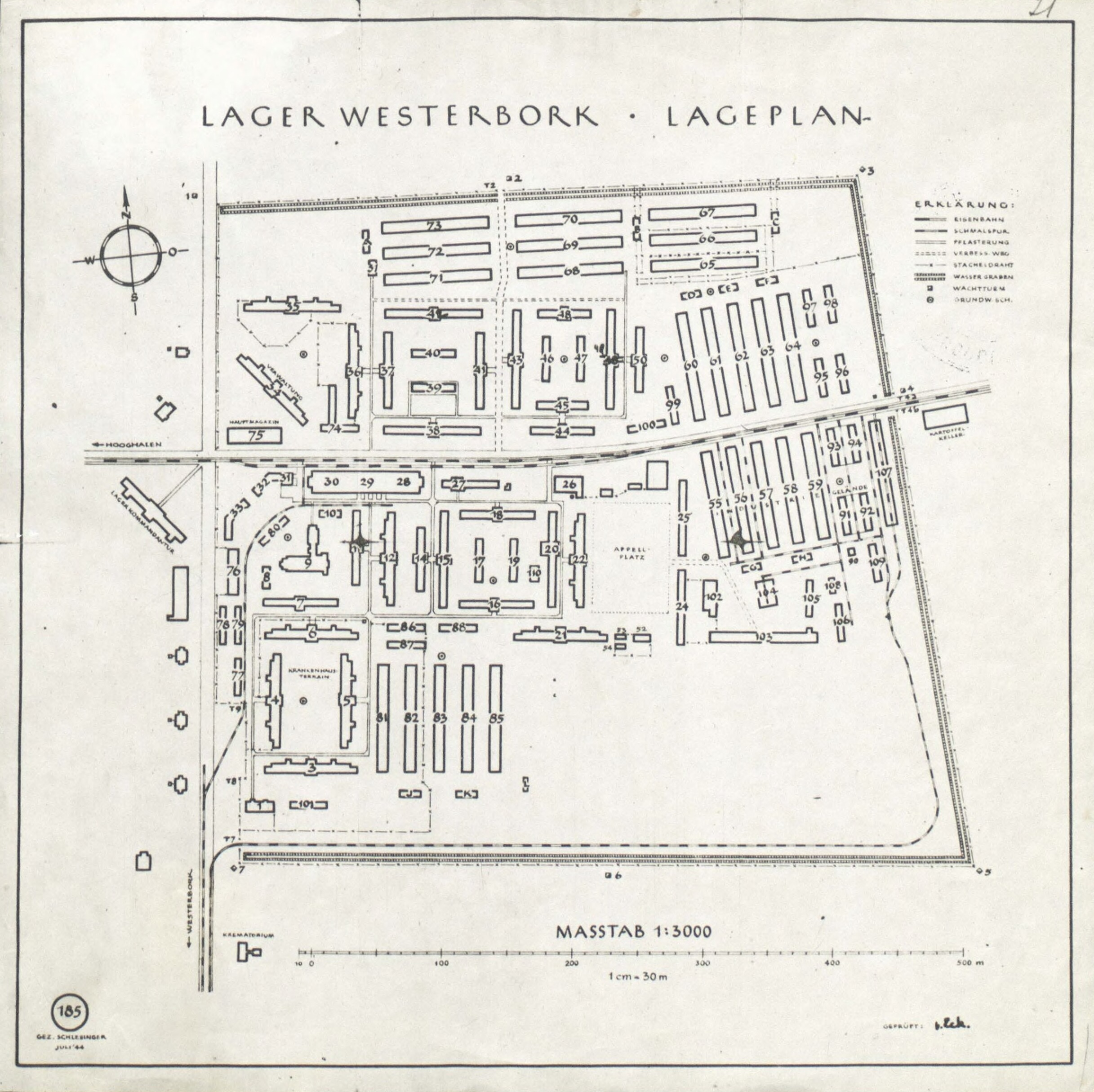
Lageplan (1944)

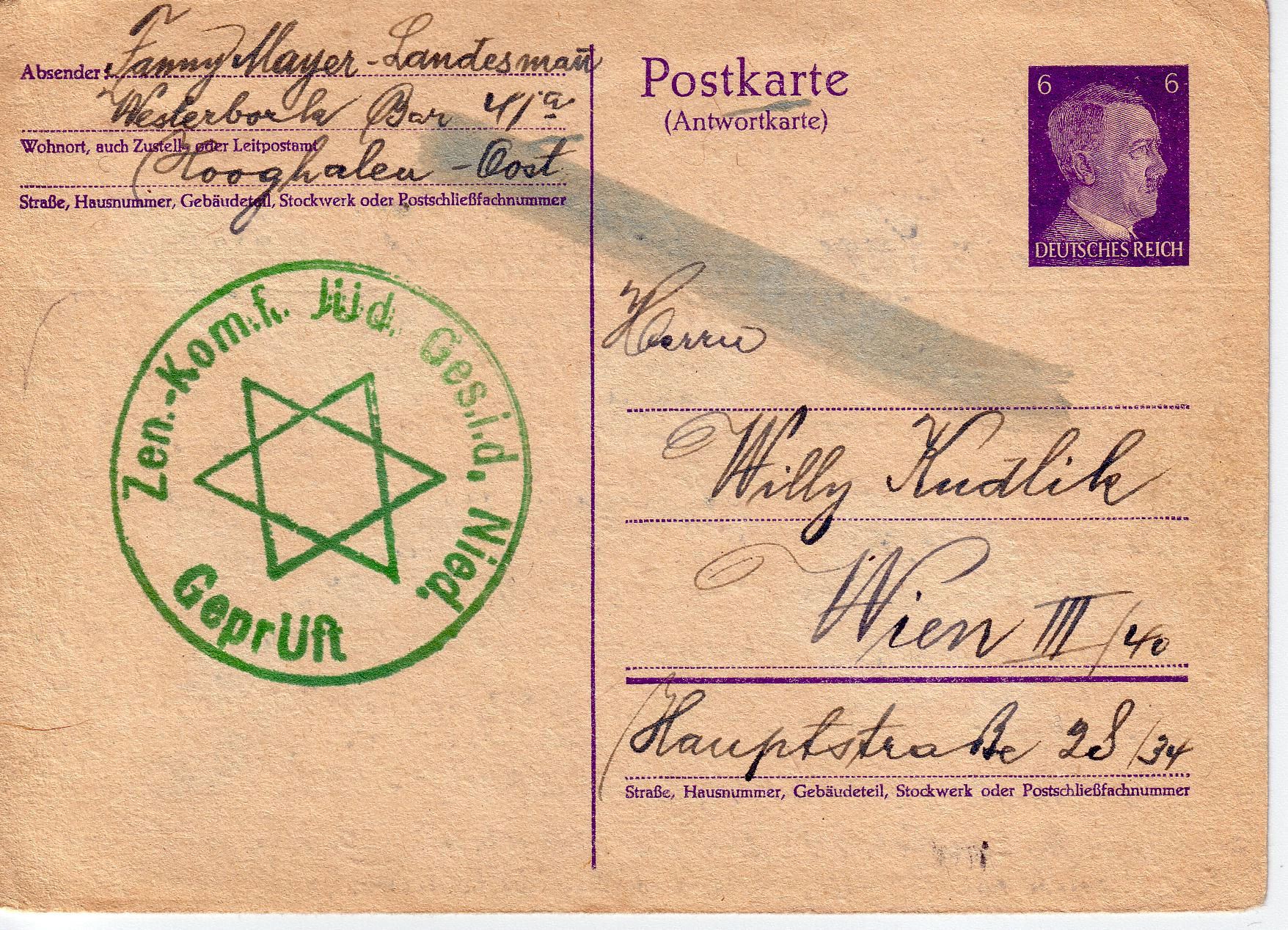
Häftlings-Postkarte 1943 aus dem KZ Westerbork

Das Polizeiliche Judendurchgangslager Westerbork war in den deutsch besetzten Niederlanden eines der beiden zentralen Durchgangslager (KZ-Sammellager), von wo aus niederländische oder sich in den Niederlanden aufhaltende deutsche Juden in andere Konzentrations- und Vernichtungslager deportiert wurden. In den Niederlanden ist der Begriff Kamp W. bzw. Concentratiekamp W. verbreitet. Vor der Nutzung als KZ hatten die Niederländer hier aus dem Reich geflüchtete Juden interniert.

## Vorgeschichte
Kurz vor dem Zweiten Weltkrieg wurde das „Zentrale Flüchtlingslager Westerbork“ von der niederländischen Verwaltung in der Provinz Drenthe gegründet, um die große Zahl der Flüchtlinge, insbesondere von Juden aus Deutschland und Österreich außerhalb der niederländischen Städte und Dörfer aufzufangen. Die damalige niederländische Regierung hatte, vorgeblich um die Freundschaft zu Deutschland zu bewahren, die Grenzen am 15. Dezember 1938 für Flüchtlinge geschlossen und stempelte sie so zu unerwünschten Ausländern, die keinesfalls integriert werden sollten. Die Flüchtlinge sollten in einem Lager, dessen Errichtung im Februar 1939 beschlossen wurde, zentral aufgefangen werden.
Ursprünglich sollte das Lager bei Elspeet in der Provinz Gelderland errichtet werden, jedoch hielt Königin Wilhelmina den Abstand von zwölf Kilometern zwischen dem Lager und ihrem Sommerpalast „Het Loo“ für zu gering. Auch der ANWB war dagegen, da das Waldgebiet Veluwe für Touristen offen bleiben sollte. So wählte man schließlich das kaum besiedelte Amerveld op der Drentsche Heide bei Hooghalen, etwa sieben Kilometer nördlich des Dorfes Westerbork.
Am 9. Oktober 1939 kamen die ersten 22 jüdischen Internierten aus einer Gruppe von mehr als 900 deutschen Juden an, die vergeblich versucht hatten, mit dem Schiff St. Louis von Hamburg nach Kuba zu fliehen.

## Deutsches Durchgangslager

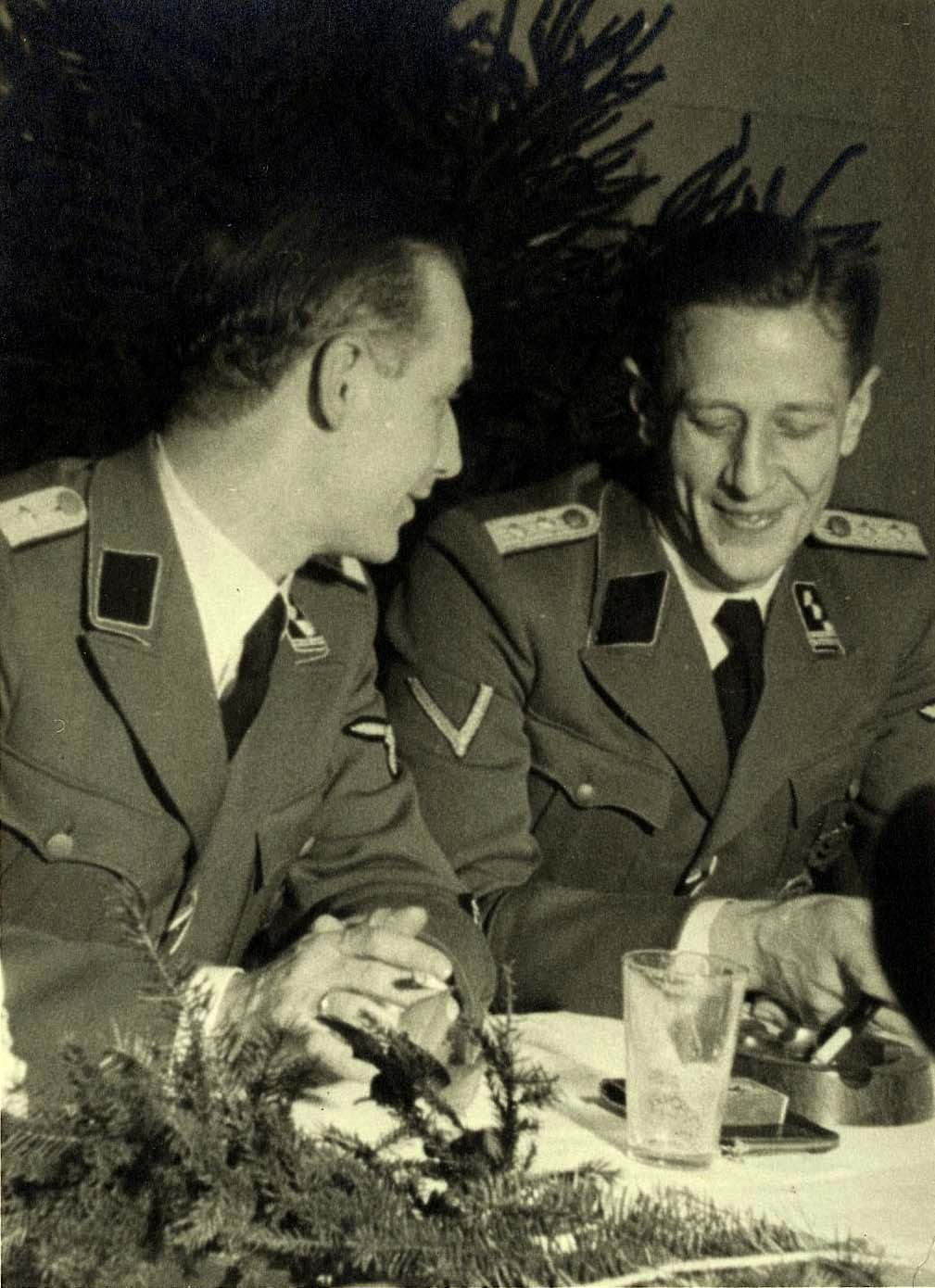
Kommandant Gemmeker und Ferdinand aus der Fünten, Leiter der Auswandererzentralstelle, Weihnachten 1942 KZ Westerbork

Siehe auch: Kategorie:Häftling im Durchgangslager Westerbork
Nach dem Einmarsch der deutschen Wehrmacht am 10. Mai 1940 wurde Kamp Westerbork im Rahmen der Besatzungspolitik weiter genutzt. Soweit sie sich meldeten oder festgenommen wurden, kamen alle in die Niederlande geflohenen jüdischen Deutschen und Österreicher hierher in Haft. Am 1. Juli 1942 wurde aus dem bisher niederländisch verwalteten Zentralen Flüchtlingslager Westerbork offiziell das „polizeiliche Judendurchgangslager Kamp Westerbork“ unter direkter deutscher Verwaltung. Kurz danach begannen am 15. Juli die Deportationen aus den gesamten Niederlanden ins Durchgangslager Westerbork, wo die SS fast alle Transporte zusammenstellte, und von dort weiter in die Vernichtungslager. Neben den überwiegend jüdischen Lagerinsassen wurden auch „Zigeuner“ und Widerstandskämpfer im Lager festgehalten. Fast alle wurden mit dem Zug abtransportiert. Anfänglich stiegen die Gefangenen am Bahnhof Hooghalen aus und liefen die sieben Kilometer lange Strecke zum Lager. Ab Oktober 1942 baute Nederlandse Spoorwegen (NS) ein Anschlussgleis ins Lager, das dieses mit der Bahnstrecke Meppel–Groningen verband.

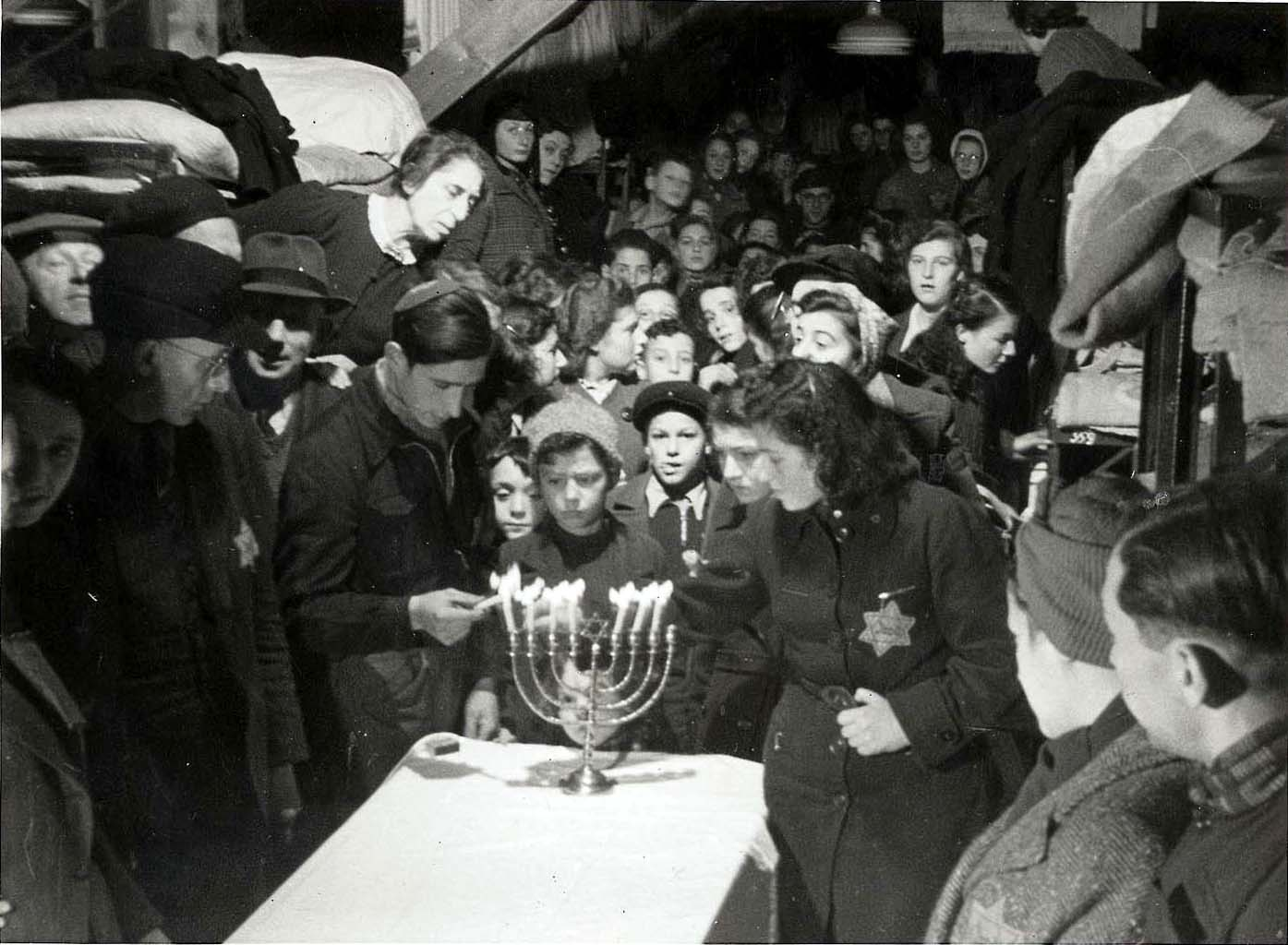
Kinder feiern Chanukka, ca. 1943

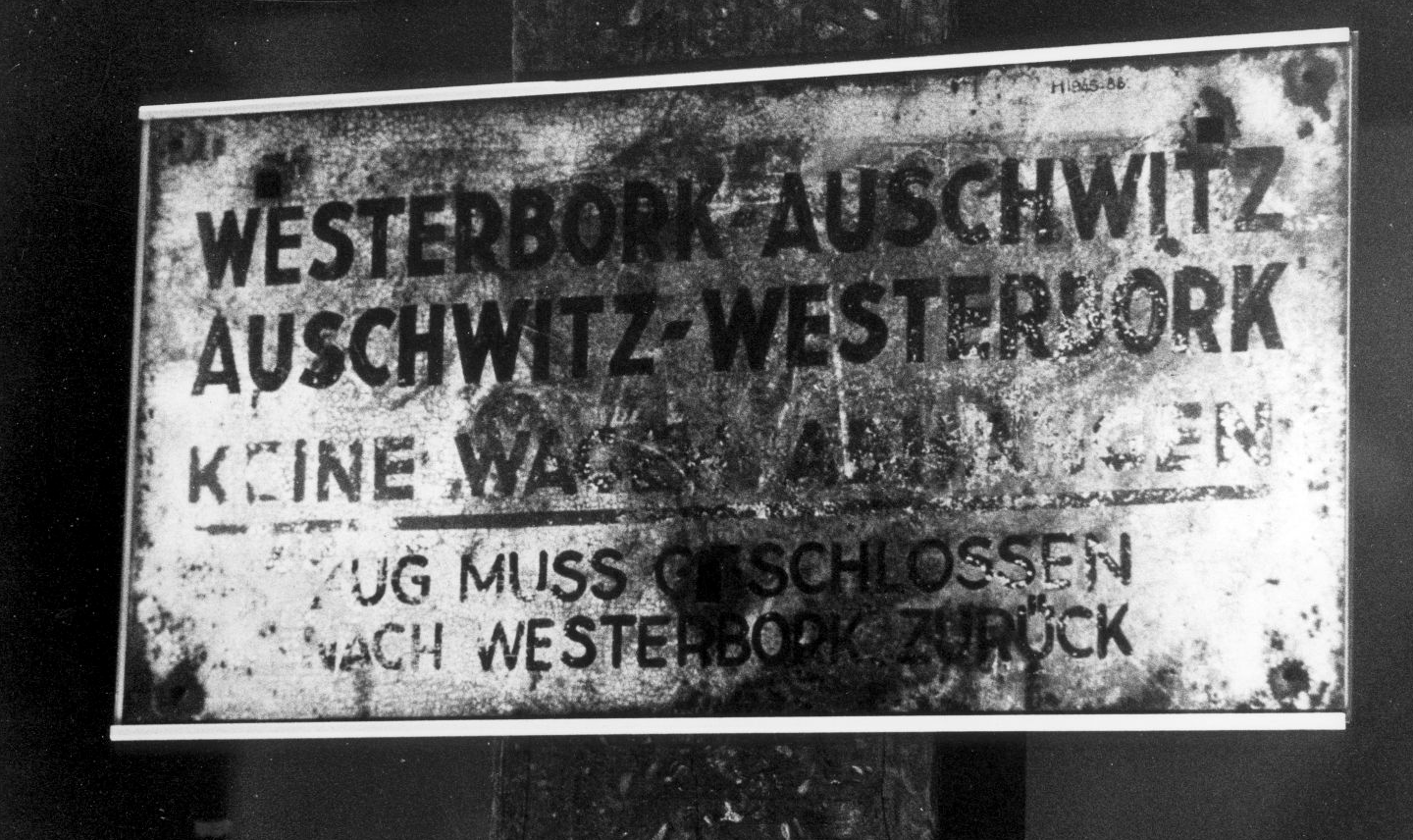
Zuglaufschild „Westerbork–Auschwitz“, Nationaal Archief

Jeden Dienstag fuhr ein Zug aus Westerbork eine große Gruppe Häftlinge über Assen, Groningen und den Grenzbahnhof Nieuweschans „nach Osten“, überwiegend in die Vernichtungslager Auschwitz-Birkenau und Sobibór. Die jeweils von der Deutschen Reichsbahn organisierte Fahrt dauerte ungefähr drei Tage. Der Zug wurde bis Nieuweschans von den Nederlandse Spoorwegen betrieben und dort von der Reichsbahn übernommen.
Insgesamt wurden von 1942 bis 1944 mehr als 107.000 Juden aus Westerbork per Zug deportiert. Nur etwa 5.000 von ihnen überlebten und konnten zurückkehren. Das Durchgangslager Westerbork war Ausgangspunkt für etwa 101.000 der 107.000 aus den Niederlanden ins Deutsche Reich Deportierten. Die Züge hatten folgende Zielorte: Auschwitz (57.800 Deportierte; 65 Züge), Sobibor (34.313 Deportierte; 19 Züge), Bergen-Belsen (3.724 Deportierte; 8 Züge) und Theresienstadt (4.466 Deportierte; 6 Züge).
Erster Lagerkommandant war im Juli und August 1942 Erich Deppner. Am 1. September 1942 wurde Josef Hugo Dischner sein Nachfolger. Am 12. Oktober 1942 wurde Dischner durch den SS-Obersturmführer Albert Konrad Gemmeker abgelöst. 1944 gab der KZ-Kommandant einen Film über das Konzentrationslager in Auftrag, der jedoch nicht vollendet wurde. Der Filmemacher Harun Farocki hat aus dem Bildmaterial den Film Aufschub – Dokumentarische Szenen aus einem Judendurchgangslager (2007) zusammengestellt.
Kurt Schlesinger war der Oberdienstleiter des jüdischen Ordnungsdienstes mit Heinz Todtmann als Stellvertreter. Ihre Hauptaufgabe war die Verwaltung der Häftlingskartei und die Erstellung der Deportationslisten. Schlesinger nutzte seine Führungsposition aus, um seine deutsch-jüdischen Häftlingsmitarbeiter vor der Deportation zu schützen und die niederländisch-jüdischen Insassen vorrangig auf die Deportationslisten zu setzen. Er nahm regelmäßig Geld, Wertsachen und sexuelle Gefälligkeiten im Austausch gegen Schutz vor der Deportation oder für bessere Deportationsziele wie Theresienstadt statt Auschwitz. Die Leiter des korrupten deutsch-jüdischen Ordnungsdienstes von Westerbork wurden nie zur Rechenschaft gezogen.
Unter den Opfern sind auch bekannte Namen: Etty Hillesum war vor ihrer Deportation in Westerbork inhaftiert. Sie wurde 1943 in das Vernichtungslager Auschwitz deportiert und dort ermordet. Für die Philosophin und durch Papst Johannes Paul II. heiliggesprochene Jüdin Edith Stein und ihre Schwester Rosa, die im Karmeliterkloster in Echt-Susteren gewirkt hatten, war Westerbork eine der letzten Stationen auf ihrem Weg zur Ermordung in Auschwitz.
Anne Frank war seit dem 8. August 1944 in der Strafbaracke des Lagers interniert, bis sie mit dem letzten Zug am 3. September 1944 zunächst nach Auschwitz-Birkenau deportiert wurde. Die Baracke, in der Anne Frank in Westerbork untergebracht war, wurde im Juli 2009 vermutlich durch Brandstiftung zerstört. Sie war nach dem Krieg abgebaut und auf einem Bauernhof in der Gemeinde Veendam als Scheune verwendet worden.
Der letzte Deportationszug nach Auschwitz fuhr am 3. September 1944 ab. Am 12. April 1945 wurde Westerbork von kanadischen Soldaten befreit. Zu diesem Zeitpunkt waren noch zirka 900 jüdische Häftlinge im Lager. Das Lager kam danach unter niederländische Verwaltung. Die ehemaligen Häftlinge mussten noch wochenlang im Lager bleiben, bevor ihnen die Heimkehr genehmigt wurde.

## Nach dem Krieg

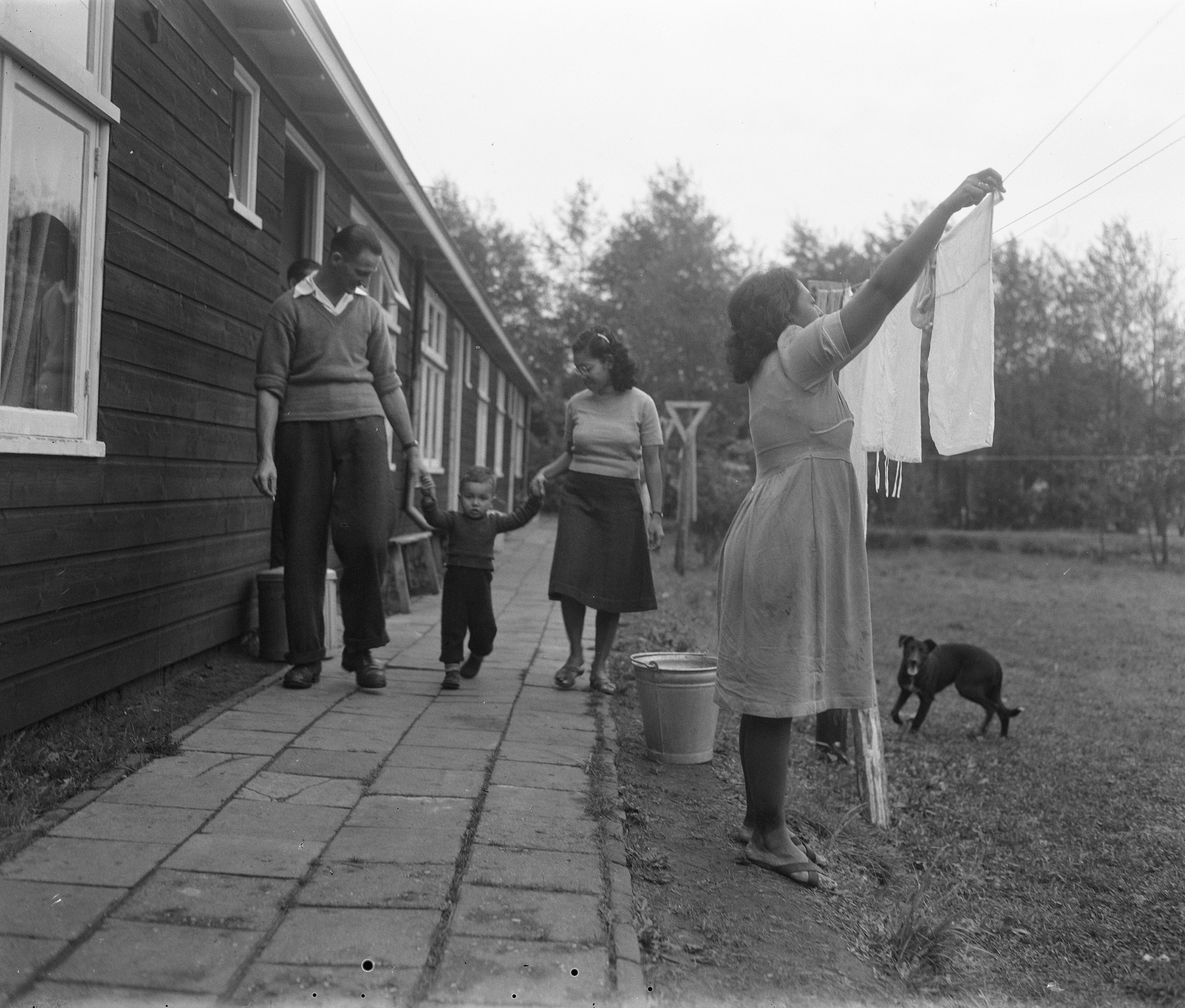
Das Lager „Schattenberg“ im Oktober 1950

Nach dem Krieg wurde das Lager noch viele Jahre von den niederländischen Behörden verwendet, um Mitglieder der Nationaal-Socialistische Beweging (NSB) und Kollaborateure ohne Prozess gefangen zu halten, darunter auch der frühere Lagerleiter Gemmeker. 
Ab 4. Juli 1950 wurde Kamp Westerbork als Wohnort für Soldaten aus Niederländisch-Indien und von den Molukken eingerichtet. Es bekam den Namen „Woonoord Schattenberg“, nach einem prähistorischen Grabhügel in der Umgebung. Am 21. März 1951 traf in Rotterdam das Schiff der Kota Inten der niederländischen Reederei Koninklijke Rotterdamsche Lloyd mit Familien von den Molukken ein. Diese wurden am 22. März 1951 in „Schattenberg“ untergebracht. Erst 1970 verließen die letzten Familien das Lager. Es wurde danach abgebrochen. 
Mitte der 1970er Jahre wurde die in der Nähe des Lagers verlaufende Bahnstrecke Meppel–Groningen zweimal Schauplatz einer Zugentführung sowie in einer Schule in Bovensmilde und im Gebäude der Provinzverwaltung in Assen, Geiseln durch extremistische Molukker genommen. 
Am historischen Ende des Schienenstranges zum Lager enthüllte Königin Juliana 1970 das Nationale Monument Westerbork.

## Erinnerungszentrum
Seit 1983 befindet sich ein Erinnerungszentrum in der Nähe des ehemaligen Lagers, in dem die Geschichte des Durchgangslagers Westerbork dargestellt wird. Das Grundstück des ehemaligen Lagers ist heute eine freie Fläche inmitten eines Waldgeländes. Dreieckige Steine markieren die Positionen der ehemaligen Baracken und Gleise.
Auf einem Teil des Lagers und in der näheren Umgebung des Lagers befinden sich heute Radioteleskope des Westerbork Synthese Radio Telescoop.
Auf dem ehemaligen Appellplatz befindet sich das Monument „De 102.000 stenen“ (Die 102.000 Steine), das auf die Initiative von ehemaligen Lagergefangenen errichtet wurde. Die 102.000 Steine stehen für die 102.000 Menschen, die von Westerbork aus weiterdeportiert wurden und nicht zurückgekehrt sind. Die Steine sind unterschiedlich hoch. Damit zeigt das Monument nicht nur die große Anzahl an Menschen, die ermordet wurden, sondern betont die Individualität jedes einzelnen Opfers. Auf dem Großteil der Steine sind Davidsterne angebracht, die symbolisch für die jüdischen Opfer stehen. Auf etwa 200 Steinen ist eine Flamme zu finden. Diese Steine stehen für die Roma und Sinti, die von Westerbork aus weiter deportiert wurden. Die Steine, auf denen kein Symbol befestigt ist, stehen für die Widerstandskämpfer, die von Westerbork aus weiter deportiert wurden.
Das Besondere des Monuments ist, dass die Steine aus der Vogelperspektive eine Kartographie des Gebiets der Niederlande widerspiegeln.

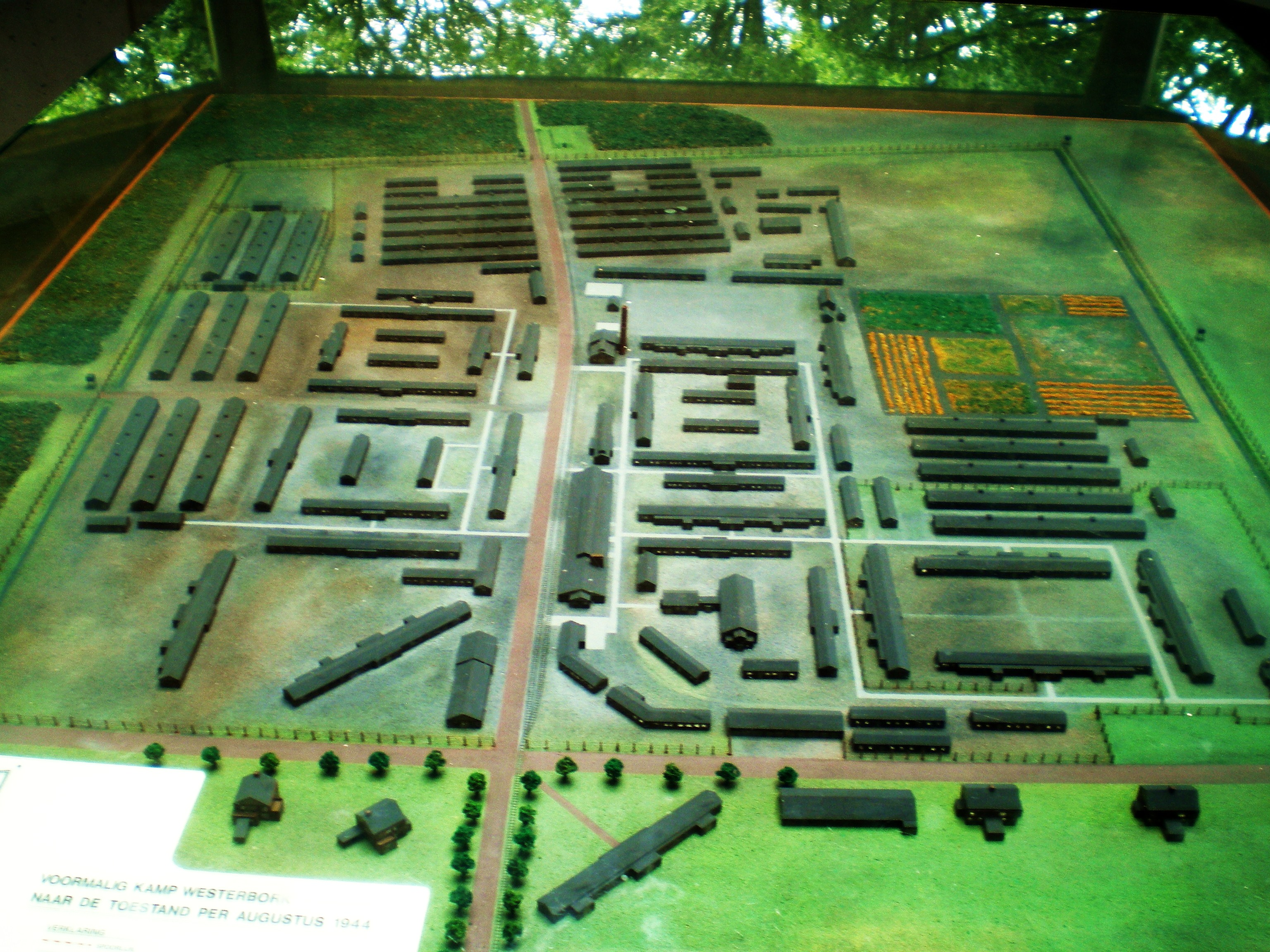
Modell des ehemaligen Durchgangslagers
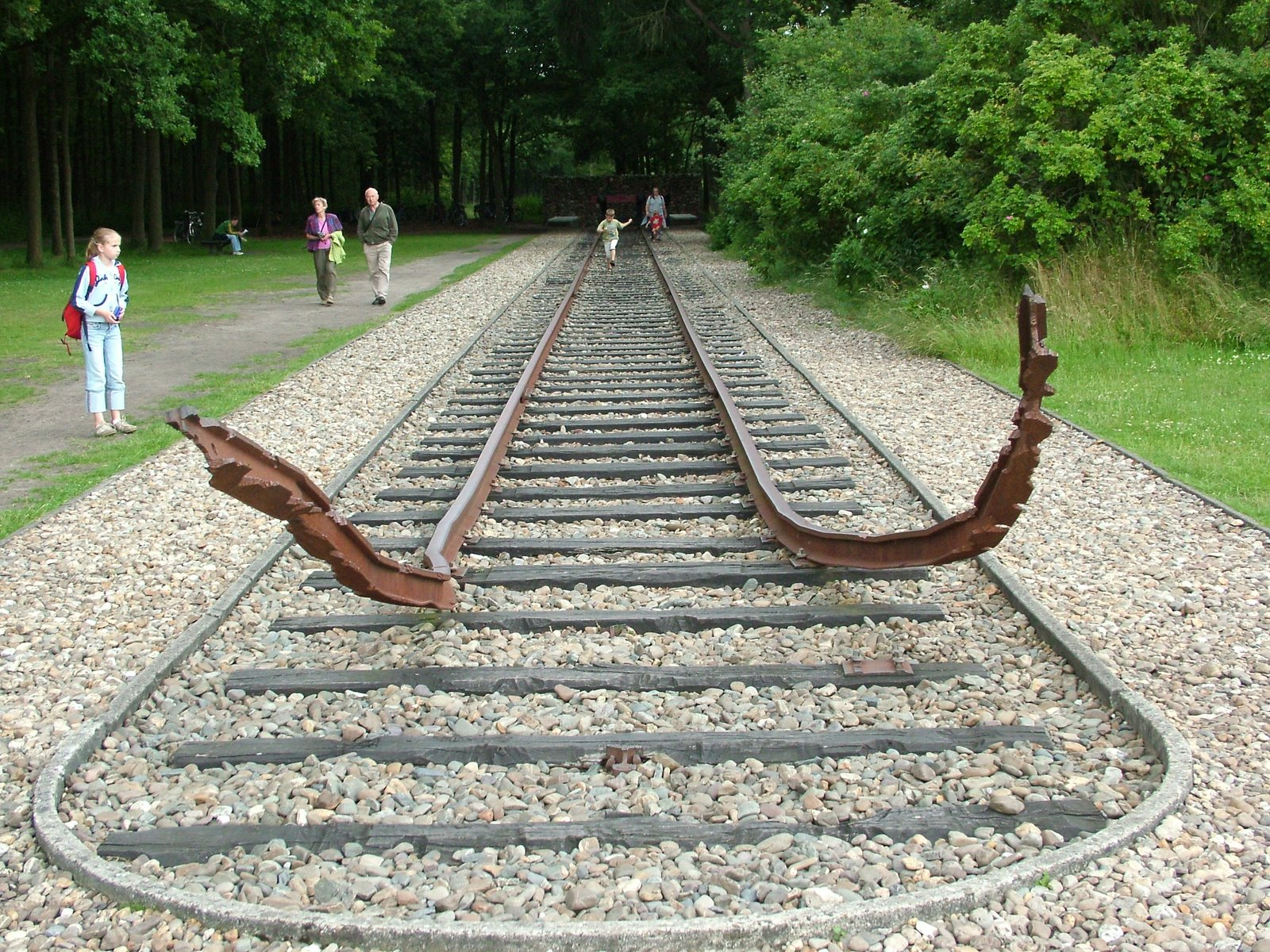
Denkmal Lager Westerbork
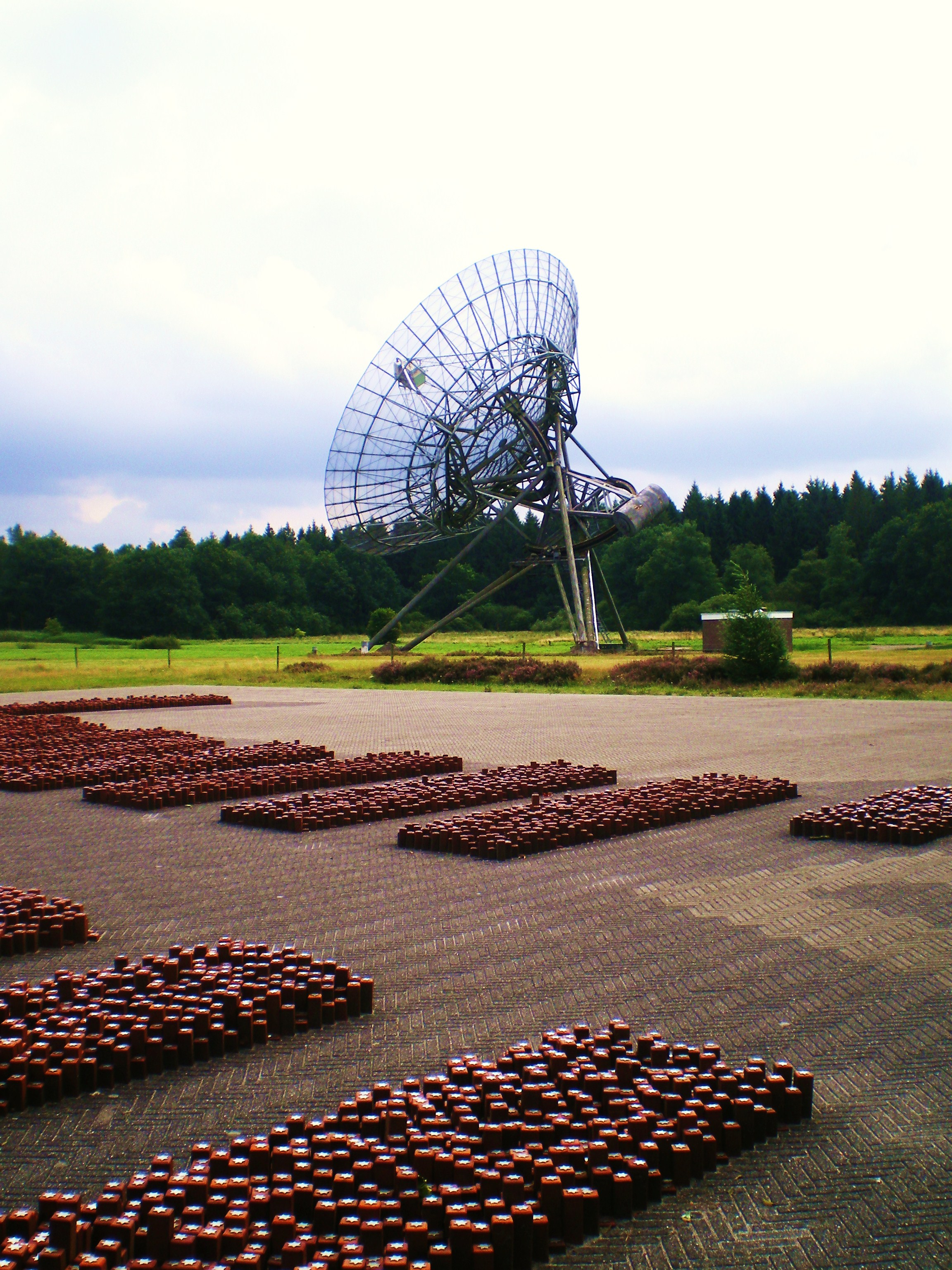
Radioteleskope auf dem Gelände des ehemaligen Durchgangslagers Westerbork
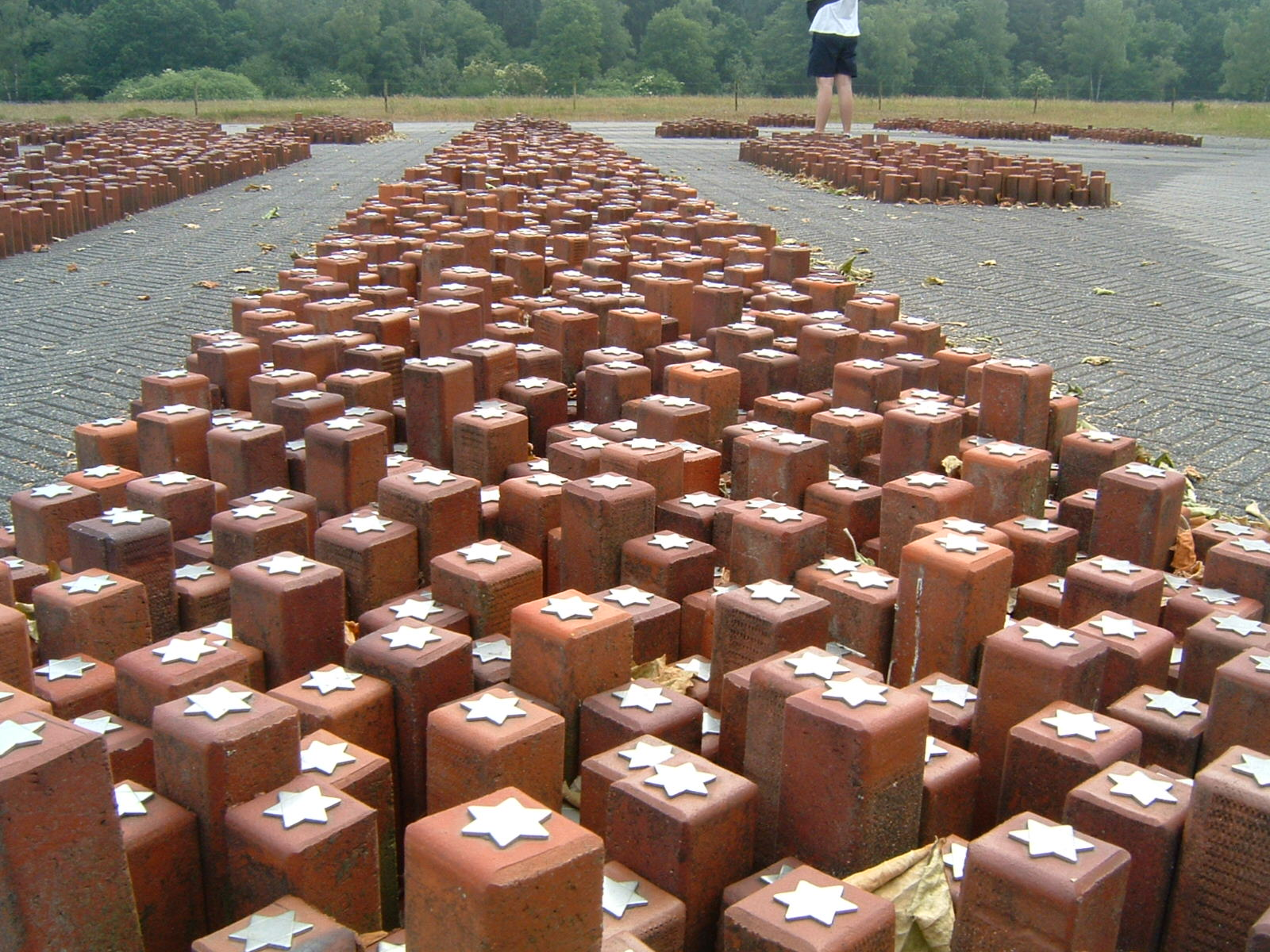
Gedenkstätte
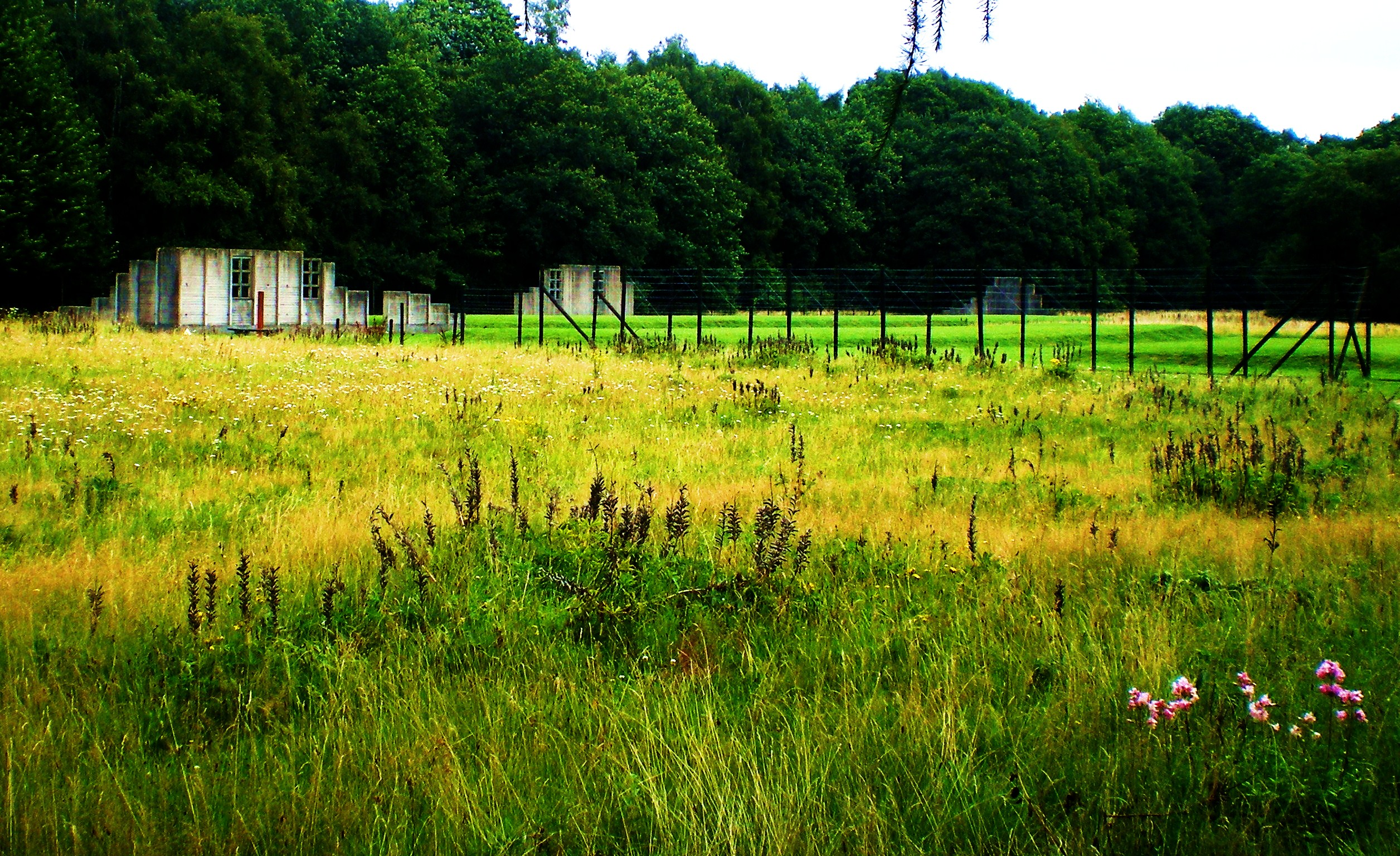
Blick zum Komplex der Strafbaracken, in denen auch die Familie Frank untergebracht war (Rekonstruktion)

## Film
- Rudolf Breslauer (historische Aufnahmen, 1944), Harun Farocki (Regie, 2007): Aufschub – Dokumentarische Szenen aus einem Judendurchgangslager. Essayfilm, Südkorea/Deutschland. 40 Min.[6]

1944 drehte der von der SS gefangen genommene jüdische Kameramann Rudolf Breslauer im Auftrag des KZ-Kommandanten über mehrere Monate einen Film über das KZ – wahrscheinlich als Informationsfilm für offizielle Besucher der SS-Einrichtung in den Niederlanden. Dort wurde auch ein Modell des Lagers aufgestellt, damit Besucher sich sofort einen Eindruck verschaffen könnten. Eine Grafik zeigte schon damals, wie viele Gefangene „in den Osten“ deportiert wurden, wie viele nach „Theresienstadt“. Die 90 Minuten wieder gefundenes Filmmaterial blieben ungeschnittenes Fragment, denen im Unterschied zu den Filmszenen aus dem KZ Theresienstadt die direkte propagandistische Intention fehlt. Die tonlosen Bilder sind außergewöhnlich, so u. a. die wahrscheinlich einzige Filmaufnahme vom Start eines Deportationszugs nach Auschwitz. Einer der erhaltenen Zwischentitel, der für den Film vorgesehen war, lautet: „Seit zwei Jahren immer wieder das gleiche Bild: TRANSPORT.“ Der Kameramann Rudolf Breslauer wurde nach Auschwitz deportiert und dort ermordet. Der Berliner Regisseur Harun Farocki hat 2007 aus diesem Material einen 40-minütigen Film montiert. Im Jahr 2012 drehte der deutsche Regisseur Adnan G. Koese zusammen mit dem Kameramann und Musikproduzenten Edgar Hellwig den 30-minütigen Dokumentarfilm Fred Spiegel – Witness of Truth; ein großer Teil der Szenen wurden auf dem Gelände des ehemaligen Lagers Westerbork aufgenommen.